# Keizō Ichimura
Pour les articles homonymes, voir Ichimura.
Keizō Ichimura (市村 慶三, Ichimura Keizō), né le 28 février 1884 à Kyoto et mort le 8 janvier 1959, est un fonctionnaire et homme politique japonais, successivement gouverneur des préfectures de Fukui, Ehime, Mie et Kagoshima, ainsi que maire de Kyoto de 1936 à 1940.

## Biographie
Keizō Ichimura naît Keizō Furukawa (古川 慶三) le 28 février de la 17e année de l'ère Meiji (1884) à Kyoto. Sa famille serait cependant originaire de la préfecture d'Osaka,. Il est le troisième fils de Furukawa Sentarō (古川 専太郎) et est adopté par Ichimura Teizō (市村 貞蔵) et son épouse Sumi (スミ) en épousant leur fille Kazuo (カヅヲ). Après avoir terminé ses études secondaires au Troisième lycée (ja), il sort diplômé en 1910 de la faculté de droit de l'université impériale de Tokyo,,. En novembre de la même année, il passe l'examen d'admission à la fonction publique supérieure et est embauché par le ministère de l'Intérieur, qui l'affecte au gouvernement (ja) de Hokkaidō. 
Il devient surintendant dans la police du gouvernement de Hokkaidō (ja), puis préfet du district de Tachibana (ja), dans la préfecture de Kanagawa, en mai 1912, poste qu'il tient jusqu'en décembre 1914,. Il est par la suite nommé conseiller auprès de la préfecture de Chiba, puis de la préfecture de Hyōgo, avant d'être nommé chef de la police de la préfecture de Nara (ja) le 19 avril 1919, jusqu'au 23 février 1921,. Il est ensuite chef de la police impériale (ja), conseiller auprès du ministère de la Maison impériale (en), secrétaire et chef du département des Affaires intérieures de la préfecture de Kanagawa et secrétaire en chef du Département de la police métropolitaine à Tokyo. 
Il devient gouverneur pour la première fois le 5 août 1926, succédant Katsuzō Toyota (ja) dans la préfecture de Fukui,,. Le 25 mai 1928, il est nommé gouverneur de la préfecture d'Ehime, puis gouverneur de la préfecture de Mie le 8 novembre 1929,. Il finit par devenir le gouverneur de la préfecture de Kagoshima le 18 décembre 1931, succédant le gouverneur par intérim Jisuke Kubota (ja),,,,. En tant que gouverneur de la préfecture de Kagoshima, Ichimura travaille pour permettre l'ouverture de l'aéroport de Kagoshima et encourage le développement industriel du district d'Ōshima. Après un différend avec le chef du département des Affaires intérieures Adachi (足立), Ichimura et Adachi sont suspendus de leurs fonctions en janvier 1935. Ichimura prend sa retraite peu après. 
Keizō Ichimura finit par faire un saut en politique municipale, devenant adjoint au maire de Kyoto en mai 1935. Il est élu maire de Kyoto par le conseil le 4 juin 1936 et termine son mandat de quatre ans le 3 juin 1940,. En tant que maire de Kyoto, Ichimura lance des projets de canalisation des fleuves Kamo et Takano (en),. Il est aussi maire lors du transfert du château de Nijō du ministère de la Famille impériale à la ville de Kyoto,. Ichimura soumet au conseil une proposition pour les noms de quartiers qui composent dès lors le périmètre du château de Nijō. Il crée aussi un conseil pour la promotion du grand Kyoto, à l'aube des fusions municipales de l'ère Shōwa. Il meurt le 8 janvier 1959 à l'âge de 74 ans,,.
Keizō et Kazuo Ichimura ont eu un fils, Keiichi (啓一), né en 1911, et une fille, Michiko (道子), née en 1909.